# Виала, Ален
Ален Виала (фр. Alain Viala, 1947) — французский историк и социолог литературы, культуролог.

## Область научных интересов
Специалист по французской словесности и театру эпохи классицизма, развил на этом материале идеи Пьера Бурдьё. Автор трудов о формировании профессии писателя, литературной культуре, месте литературы в системе образования.

## Преподавательская деятельность
Преподавал в Университете Париж III Новая Сорбонна (в настоящее время — профессор в отставке), в Оксфордском университете, где заведовал кафедрой французской литературы, а также в Льежском университете, университете Лаваля в Квебеке, Университете Эмори в Атланте, Чикагском университете, Тель-Авивском университете и др.

## Избранные труды
- Faire/Lire, Paris, Éditions Didier, 1978 (в соавторстве)
- Naissance de l'écrivain, Paris, Éditions de Minuit, 1985.
- Les Institutions littéraires en France au XVIIe siècle, Lille, ART, 1985.
- L’Esthétique galante, Paris, Société des Littératures classiques, 1990.
- Racine. La stratégie du caméléon, Paris, Seghers, 1990.
- Approches de la réception, Paris, PUF, 1993.
- Le Théâtre en France, Paris, PUF, 1996.
- De la publication, Paris: Fayard, 2002 (в соавторстве)
- Le Dictionnaire du littéraire, Paris, PUF, 2002 (составитель, в соавторстве; 2-e изд. — 2004)
- L’Enseignement littéraire, Paris, PUF, 2005.
- Lettre à Rousseau sur l’intérêt littéraire, Paris, PUF, 2005.
- Sociologie de la littérature, Paris, PUF, 2006 (в соавторстве)
- La France galante. Histoire d’une catégorie culturelle, Paris, PUF, 2008.
- La culture littéraire, Paris, PUF, 2009
- Le théâtre, Paris, PUF, 2011 (в соавторстве).

## Публикации на русском языке
- Рождение писателя: социология литературы классического века // Новое литературное обозрение. 1997. № 25. С. 7-23.
- Академии во французской литературной жизни XVII века // Новое литературное обозрение. 2002. № 2.